# Chytrý Hans
Chytrý Hans (der Kluger Hans) byl kůň, který na počátku dvacátého století vzbudil světovou senzaci svými údajnými počtářskými schopnostmi.
Hans byl hřebec orlovského klusáka, který patřil učiteli matematiky ze Schönsee (dnes Kowalewo Pomorskie) Wilhelmovi von Osten. Ten cestoval po Německu a veřejně předváděl, jak kůň řeší různé náročné početní úlohy, přičemž správnou možnost označí poklepáním kopyta na speciální tabulku. Hansova vystoupení vyvolala odbornou debatu o tom, zda se zvířata mohou inteligencí vyrovnat lidem.
Chování Chytrého Hanse prověřila roku 1904 odborná komise, kterou vedl profesor berlínské univerzity Carl Stumpf. Zkoumání vyloučilo jakýkoliv podvod. V roce 1907 publikoval Oskar Pfungst vysvětlení záhady: kůň sám od sebe počítat nedokázal, jeho úspěchy byly založeny na čtení řeči těla. Hans si navykl, že za správnou odpověď dostane pamlsek, pozorně proto sledoval svého majitele, který se při zadávání otázky bezděčně pohyboval dopředu nebo dozadu podle toho, zda byla odpověď správná nebo nikoli.
Situace, kdy chování výzkumníka ovlivňuje reakce pokusného zvířete, dostala název efekt Chytrého Hanse. O případu pojednává kniha Thomas E. Heinzen, Scott O. Lilienfeld, Susan A. Nolan: Kůň, který uměl počítat: Proč je důležité myslet kriticky. Portál, Praha, 2019.